# 269è Esquadró de la RAF
El 269è Esquadró va ser una unitat de patrulla marítima de la Royal Air Force que va servir durant la Primera Guerra Mundial, la Segona Guerra Mundial i la Guerra Freda.

## Historial de servei

### Primera Guerra Mundial
El 6 d'octubre de 1918, es va formar l'Esquadró núm. 269 a partir dels vols núm. 431 i 432 a l'estació d'hidroavions amb seu a Port Said, que s'hi havia establert des del gener de 1916, sota el comandament del major PL Holmes, RAF. El núm. 269 formava part de l'Ala 64 i operava hidroavions des del port, a més de vols terrestres d' avions B.E.2e i Airco DH.9. L'esquadró va dur a terme patrulles marítimes fins a l'Armistici, i el 15 de setembre de 1919, els seus hidroavions es van traslladar a RAF Alexandria i es van fusionar amb l'Esquadró núm. 270, ja que el seu vol d'avions terrestres s'havia dissolt el març de 1919. L'esquadró va continuar com a núm. 269 fins que es va dissoldre el 15 de novembre de 1919.

### Període d'entreguerres
El 7 de desembre de 1936, el vol C de l'esquadró núm. 206 a RAF Bircham Newton va ser rebatejat com a esquadró 269. L'esquadró va ser traslladat a RAF Abbotsinch, prop de Glasgow, més tard aquell mateix mes, i els seus avions Avro Anson van dur a terme patrulles de reconeixement costaner. El 9 de març de 1939, l'esquadró es va traslladar a RAF Montrose i va començar a volar patrulles marítimes davant la costa est d'Escòcia.

### Segona Guerra Mundial

#### 1939
L'esquadró núm. 269 va ser transferit a RAF Wick el 10 d'octubre de 1939 i va executar atacs aeris contra submarins alemanys a la superfície el 15 de setembre, el 18 d'octubre, el 28 d'octubre, el 3 de novembre, el 19 de novembre i el 3 de desembre. L'examen de la Kriegsmarine de la postguerra va mostrar que aquests atacs o bé van causar pocs danys o bé no hi havia cap submarí de patrulla a la zona d'atac.

#### 1940
Avions de l'Esquadró núm. 269 van realitzar sis atacs separats contra submarins alemanys durant el febrer de 1940, a més d'atacs el 8 d'agost. L'Esquadró núm. 269 també va dur a terme diverses missions a més de les seves tasques de patrulla marítima:
- 1 de març: l' aeròdrom de Stavanger va ser atacat.
- 11 de juny: els cuirassats alemanys Scharnhorst, Gneisenau i Admiral Hipper van ser atacats mentre estaven ancorats al port de Trondheim.
- 22 de juny: Avions dels esquadrons 269 i 442 van atacar el cuirassat alemany Scharnhorst mentre era al mar al nord de Bergen, però van infligir pocs danys al vaixell de guerra alemany.
- 27 de juny: l'esquadró núm. 269 va executar una missió especial de reconeixement de la costa noruega.

L'esquadró també va començar a rebre nous bombarders de patrulla Lockheed Hudson a partir del març de 1940, completant la transició el 15 d'abril, mentre que va deixar d'operar avions Avro Anson l'1 de juny. El 15 de juliol, l'esquadró número 269 estava plenament operatiu amb 18 avions Hudson Mk1.

#### 1941
Després d'un any d'operacions contra vaixells enemics des de RAF Wick, l'Esquadró 269 va començar a transferir-se a Islàndia a partir del 12 d'abril de 1941, i l'últim avió Hudson va arribar el 30 de maig. L'esquadró va completar el seu redesplegament a Islàndia el 10 de juliol. Un destacament de l'Esquadró 269 es va desplegar a la RAF Reykjavik el 12 de desembre.
El 9 d'abril, sis avions de la RAF Wick van bombardejar la fàbrica d'alumini de Hoyanger, Noruega. També a finals de maig, l'esquadró va participar en la caça del cuirassat alemany Bismarck. Avions de l'esquadró 269 també van realitzar quatre atacs contra submarins de superfície durant el juny. El 6 d'agost, bombarders de patrulla Hudson de l'esquadró 269 van escortar avions de combat de la USAAF del 33è Esquadró de Persecució fins a l'aeròdrom de Reykjavík després de ser catapultats des del portaavions USS Wasp. El 16 d'agost, l'esquadró 269 va realitzar dotze sortides escortant el cuirassat HMS Prince of Wales, amb el primer ministre, Winston Churchill, a bord per a la conferència secreta amb el president dels Estats Units Franklin D. Roosevelt. Avions de l'esquadró 269 van realitzar atacs separats contra submarins de superfície durant el juny. Avions de l'esquadró núm. 269 també van atacar l'U-432 el 29 d'agost, l'U-85 el 2 de setembre, l'U-439 i l'U-552 el 14 de setembre i també van ser presents durant l'incident del Greer.
El 27 d'agost de 1941, el líder d'esquadró JH Thompson de l'esquadró núm. 269 va fer història a la RAF en convertir-se en l'únic capità d'avió a qui se li va rendir un submarí (U-570). Thompson i el seu navegant/bombarder, l'oficial de vol John Coleman, van ser guardonats amb la  Creu dels Vols Distingits el 23 de setembre de 1941.

#### 1942
Avions de l'esquadró 269 van atacar l'U-510 el 14 de juliol, l'U-609 el 23 de juliol, l'U-164 i l'U-210 el 26 de juliol, i l'U-595 el 30 i el 31 de juliol. Els avions del 269è van realitzar vuit atacs separats amb submarins durant l'agost. Sis submarins van ser atacats durant el setembre. L'U-183 va ser atacat el 3 d'octubre. L'esquadró 269 va aconseguir la seva primera victòria confirmada amb submarins enfonsant l'U-619 el 5 d'octubre.

#### 1943
L'esquadró 269 va atacar quatre submarins durant el gener, i quatre avions Hudson van ser desplegats a l'aeròdrom de Bluie West One a Groenlàndia el 29 de gener. L'esquadró 269 va atacar tres submarins a l'abril i vuit al maig, a més d'enfonsar l'U-646 i l'U-273 el 17 de maig i el 19 de maig, respectivament. Sis submarins van ser atacats al juny, i els avions del 269 van enfonsar l'U-535 el 5 de juliol. Tres submarins van ser atacats a l'agost. L'U-336 va ser enfonsat el 27 de setembre i l'U-539 va ser atacat. L'U-275 va ser atacat el 3 d'octubre, l'U-641 va patir greus danys i va enfonsar l'U-389 el 5 d'octubre.
El 13 de desembre, l'esquadró núm. 269 va iniciar el seu trasllat temporal de la RAF Reykjavik a RAF Davidstow Moor abans del seu desplegament a les Açores el 1944. L'esquadró va ser reequipat amb avions Supermarine Walrus I i Vickers Warwick I ASRI, a més de conservar els seus avions de patrulla Hudson Mk III existents. L'esquadró també va rebre avions Miles Martinet I per a remolc d'objectius. Aquest trasllat es va completar el 8 de gener de 1944,

#### 1944 - 1946
L'esquadró 269 va completar el seu desplegament a RAF Lagens a les Açores amb els seus avions Hudson Mk IIIA, Martinet, Walrus i Spitfire Mk V. Els avions de curt abast van ser llançats des del portaavions d'escorta HMS Premier. Més tard, a l'octubre, es van afegir alguns avions Warwick a l'esquadró. Durant la resta de la guerra, va realitzar missions de rescat aeronaval, així com sortides meteorològiques i de remolc d'objectius. Després del final de la Segona Guerra Mundial, l'esquadró 269 es va dissoldre el 10 de març de 1946.

### Guerra Freda

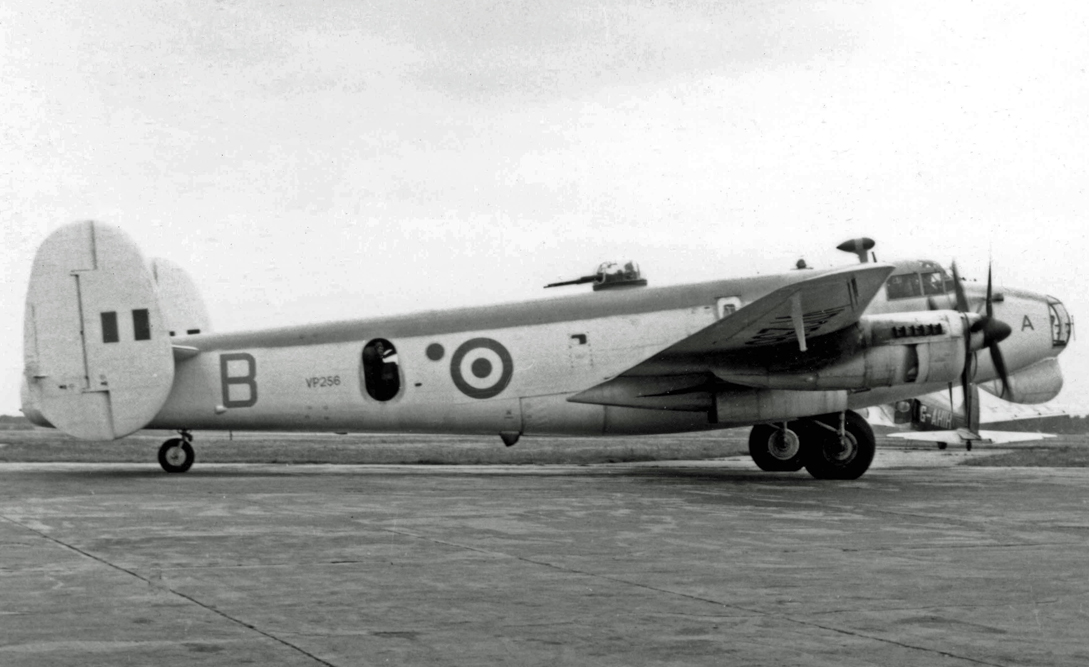
Avro Shackleton MR.1 del 269è Esquadró a RAF Ballykelly el 1953

L'Esquadró núm. 269 es va reformar al Front Nord de Gibraltar l'1 de gener de 1952, des de part de l'Esquadró 224, i es va traslladar el 24 de març a RAF Ballykelly, a l'Ulster, com a unitat de reconeixement marítim equipada amb bombarders de patrulla Avro Shackleton.  L'Esquadró 269 va participar en diversos exercicis militars, com ara l'Exercici Encompass el gener de 1956 i l'[Operació Mosaic]] el febrer de 1956, així com l'Operació Strikeback de l'OTAN el setembre de 1957. L'1 de desembre de 1958, l'esquadró va ser renumerat com a Esquadró 210.  El 22 de juliol de 1959, l'Esquadró núm. 269 es va reformar a RAF Caistor com a Esquadró de Míssils Thor del Comandament de Bombarders, com a part de la Força de Míssils Thor amb base a RAF Hemswell.  L'Esquadró núm. 269 es va dissoldre el 24 de maig de 1963.

## Aeronaus
Els següents avions van ser assignats a l'Esquadró núm. 269 durant el seu servei operatiu, ordenats cronològicament:
| - Primera Guerra Mundial: - Royal Aircraft Factory B.E.2e d'octubre de 1918 a març de 1919 - Short Type 184 d'octubre de 1918 a novembre de 1919 - Airco DH.9 de desembre de 1918 a març de 1919 | - Segona Guerra Mundial: - Avro Anson I desembre de 1936 a juny de 1940 - Locheed Hudson I Abril 1940 a maig 1941 - Lockheed Hudson II d'octubre de 1940 a maig de 1941 - Locheed Hudson III maig de 1941 a desembre de 1943 - Lockheed Hudson IIIA Febrer de 1944 a agost de 1945 - Spitfire VB Febrer de 1944 a març de 1946 - Miles Martinet I Febrer de 1944 a juliol de 1944 - Supermarine Walrus I Febrer de 1944 a març de 1946 - Vickers Warwick I setembre de 1944 a març de 1946 | - Guerra Freda: - Shackleton MR Mk 1 gener de 1952 a novembre de 1958 - Shackleton MR Mk 2 Març 1952 a agost 1954 Octubre 1958 a novembre 1958 - PGM-17 Thor Juliol de 1959 a maig de 1963 |